# In My Time of Dying
«In My Time of Dying», también llamada «Jesus Make Up My Dying Bed» es una canción de Góspel Tradicional, versionada por una gran cantidad de músicos y cantantes, siendo estos los más destacables:
- Blind Willie Johnson fue el primero en lanzarla con un arreglo propio en 1927, siendo al estilo de blues, lanzándola como su primer sencillo, con «I Know His Blood Can Make Me Whole» como lado B.
- El aclamado compositor Bob Dylan, hizo más conocida la canción, incluyéndola en su álbum debut homónimo de 1962, siendo la tercera canción del álbum, que contaba con un arreglo de folk rápido.
- La banda británica de rock Led Zeppelin incluida en su álbum de 1975 Physical Graffiti, siendo la tercera del mencionado álbum y cerrando el lado A.

## Origen y primeras versiones

### Inspiración
La letra "Jesus goin 'a-make up my dyin' bed" aparece en el historiador Robert Emmet Kennedy Mellows - A Chronicle of Unknown Singers publicado en 1925, en artistas callejeros de Luisiana, y también figura en el Índice de la Biblioteca de Cleveland para Espirituales Negros .  La variación "He is a Dying-bed maker" aparece en la canción "When Is Dead and Gone" como se transcribió en 1924 o 1925 en el sureste.  Un tema cercano en himnario inglés se encuentra en Isaac Watts ,  y muchos himnarios derivados. En octubre de 1926, el reverendo JC Burnett grabó "Jesús va a hacer tu cama agonizante", pero nunca se emitió. puede haber escuchado la canción de Burnett o haber aprendido alguna de sus letras.

### Versión de Blind Willie Johnson
Más tarde, Blind Willie Johnson grabaría la canción durante su primera sesión en un estudio el 3 de diciembre de 1927, como "Jesus Make Up My Dying Bed" y la segunda versión fue lanzada como su primer sencillo en 1927, respaldada por "I Know His Blood Can Make Me Whole". El músico interpretó la canción como un góspel con su acompañamiento de guitarra Slide, usando una afinación de D, con un capo que resultó en un tono de E ♭. Una presión inicial de 9.400 discos mostró la confianza de Columbia en la canción, que normalmente lanzó menos discos para grandes estrellas como Bessie Smith.

### Otras primeras versiones
En 1928, el reverendo BJ Hill y el Jubilee Gospel Team grabaron la canción, ahora con el nombre "Lower My Dying Head"  como una canción A capela. En diciembre de 1929, Charlie Patton grabó una versión con letras algo diferentes como "Jesus Is A-Dying Bed Maker".  El 15 de agosto de 1933, Josh White grabó la canción como "Jesus Gonna Make Up My Dying Bed".  White más tarde lo grabó entre 1944 y 1946 como "In My Time of Dying", que inspiró varias versiones populares.

## Versión de Bob Dylan

### Características
En 1962, la canción ganó mucha más importancia con la interpretación de Dylan del tema en su álum debut homónimo, Bob Dylan, ya que el tema central en muchas canciones del mencionado álbum eran la muerte, está siendo una de ellas y la tercera canción en general del álbum, después de Talkin' New York (la primera canción escrita por Dylan en el LP) y antes de Man of Constant Sorrow.
El arreglo de la canción, aunque escrito por Bob, fue inspirado en la ya mencionada versión de Josh White, ya que comparte ciertas características con la misma. Realmente, el arreglo se trata de una canción folk con un ritmo rápido, con muchas variaciones en la escritura.

### Grabación
De acuerdo con las notas del álbum,  Bob ni siquiera recuerda donde aprendió la canción, además de que esa toma fue la primera vez que había tocado y cantado la pista, haciéndola prácticamente una improvisación. En esa misma grabación, Suze Rotolo, la novia en ese entonces de Dylan estaba presente, por lo que el músico le pidió prestado un soporte de lápiz labial, para hacer un capo improvisado con el que el tocaría, mientras Suze estaba muy atenta a la actuación de Dylan

## Versión de Led Zeppelin

### Características
Esta canción es la pista más larga de toda la discografía de Led Zeppelin (11:06 minutos de duración que curiosamente son 666 segundos), además cuenta con más de diez minutos de Blues/Rock, con Page ejecutando una técnica de slide guitar en la afinación en A menor, la cual domina toda la pieza. Para esta canción se puede apreciar que John Paul Jones utiliza un bajo sin trastes. La batería de John Bonham se grabó con un efecto de reverberación distintivo, de la misma manera que en la pista When the Levee Breaks del  cuarto disco de Led Zeppelin. . Al final de la canción se puede oír toser a alguien, junto con otra conversación de fondo, y Page tocando su guitarra en sentido de burla por el último verso de Plant y también de la tos.

### Interpretaciones en vivo
In My Time Of Dying fue tocada durante las giras de conciertos de 1975 y 1977, aunque durante 1977, Plant no tenía interés en cantarla debido al accidente automovilístico que sufrió en 1975, y que lo dejó en silla de ruedas durante algún tiempo, esto puede hacer alusión al sentido lírico fatalístico del tema. Este es uno de los pocos temas en que Jimmy Page utiliza su guitarra negra Danelectro (otros son White Summer/Black Mountain Side y Kashmir.
Una versión de esta canción, interpretada en el concierto del Earls Court del 24 de mayo de 1975, se puede hallar en el segundo disco del DVD de Led Zeppelin, lanzado en 2004.